# Beaufortové

Erb Beaufortů

Beaufortové jsou anglický šlechtický rod. Příslušníci rodu Beaufortů jsou v mužské linii potomky Plantagenetů a odvozují svůj původ od Jana z Gentu, 1. vévody z Lancasteru a třetího syna anglického krále Eduarda III. Vzhledem k blízké vazbě ke královské rodině hráli Beaufortové důležitou roli v dynastických bojích v období válek růží (1455–87), kdy stáli na straně příbuzných Lancasterů.

## Vznik rodu
Třetí syn krále Eduarda III., Jan z Gentu, měl kromě svých manželských dětí také čtyři děti nemanželské. Se svou milenkou Kateřinou Swynfordovou zplodil v letech 1371 až 1379 syny Jana, Jindřicha a Tomáše a dceru Janu, kteří odvozovali svůj přídomek od hradu Beaufort (dnes Montmorency-Beaufort ve Francii), kde se narodili. Po smrti své druhé ženy, Konstancie Kastilské, se Jan z Gentu v roce 1396 se svou dlouholetou milenkou Kateřinou Sywynfordovou oženil a dodatečně legitimizoval své děti z tohoto vztahu. Potomci byli legitimizováni i papežskou bulou jako plnoprávní dědici Jana z Gentu, ale zároveň vyloučeni z nároků na královský trůn.

## Další historie rodu
První hlavou rodu Beaufortů byl nejstarší syn Jana z Gentu a Kateřiny, Jan Beaufort (1371–1410), od roku 1397 nesoucí titul 1.hrabě ze Somersetu. Následoval jeho syn Jindřich Beaufort 2. hrabě ze Somersetu (1401–1418) a po jeho předčasné smrti se stal hlavou rodu Jindřichův mladší bratr Jan Beaufort 1. vévoda ze Somersetu (1404–1444), jehož dcera Margareta Beaufortová se stala v roce 1457 matkou budoucího krále Jindřicha VII. Tudora. Po Janově smrti přešlo dědictví na jeho mladšího bratra Edmunda Beauforta 2. vévodu ze Somersetu (1406–1455), který padl 22. 5. 1455 v bitvě u St Albans a tituly přešly na jeho syna Jindřicha Beauforta 3. vévodu ze Somersetu (1436–1464). Ten uprchl po porážce v bitvě u Towtonu do Skotska a přišel o veškerý majetek. Jeho tituly mu byly vráceny až roku 1463, ale o rok později byl po bitvě u Hexhamu zajat a popraven. Všechny jeho tituly rozhodnutím parlamentu propadly státu, ale bratr popraveného Jindřicha, Edmund Beaufort (1439–1471) označoval sám sebe nadále za vévodu ze Somersetu, a to až do bitvy u Tewkesbury (4. května 1471), po které byl zajat a sťat, čímž rod Beaufortů vyhynul v legitimní linii. 
Rod však nadále pokračoval v linii nelegitimní, jelikož měl Jindřich Beaufort 3. vévoda ze Somersetu nemanželského syna Karla Somerseta 1. hraběte z Worcesteru (1450–1526). Potomci Karla Somerseta žijí dodnes a jsou v současné době nositeli titulu vévoda Beaufort.
- Jan Beaufort, 1. hrabě ze Somersetu (1371-1410), syn Jana z Gentu.
  - Jindřich Beaufort, 2. hrabě ze Somersetu (cca 1401-1418).
  - Jan Beaufort, 1. vévoda ze Somersetu (1404-1444).
    - Margareta Beaufortová (1443-1509), matka krále Jindřicha VII. Tudora

  - Johana Beaufortová, královna Skotská (1404-1445)
  - Tomaš Beaufort, hrabě z Perche (c. 1405-1431)
  - Edmund Beaufort, 2. vévoda ze Somersetu (1406-1455). Někdy je uváděn také jako 1. vévoda ze Somersetu, jelikož titul pro rod znovu získal v roce 1448. Skutečným prvním vévodou byl však jeho bratr Jan Beaufort (1404 - 1444), který získal titul vévody v roce 1443.
    - Jindřich Beaufort, 3. vévoda Somersetu (1436-1464)
    - Margareta Beaufortová, hraběnka ze Staffordu (1437-1474), matka Jindřicha Stafforda, 2. vévody z Buckinghamu
    - Edmund Beaufort, 4. vévoda ze Somersetu (1438-1471).
    - Jan Beaufort, markýz z Dorsetu (1455-1471)

  - Margareta Beaufortová, hraběnka z Devonu (1409-1449)
- Jindřich, kardinál Beaufort (1375-1447), biskup z Winchesteru, syn Jana z Gentu.
- Tomaš Beaufort (1377-1426), vévoda Exeter, syn Jana z Gentu.
- Jana Beaufortová, hraběnka z Westmorlandu (1379-1440), dcera Jana z Gentu.

## Tituly
Nejstarší syn Jana z Gentu a Kateřiny, Jan Beaufort (1371 – 1410), se stal v roce 1397 1. hrabětem ze Somersetu, následně markýzem ze Somersetu a po manželství z Margaretou Holandovou přijal titul markýze z Dorsetu. Oba tituly markýze ale už v roce 1399 zrušil král Jindřich IV. a hlavní linie Beaufortů užívala až do roku 1443 jen titulu hrabat ze Somersetu. V roce 1443 se stal Jan Beaufort (1404 – 1444) 1. vévodou ze Somersetu, v roce 1442 byl znovu obnoven titul markýzů z Dorsetu, v roce 1514 se stali hrabaty z Worcesteru, 1642 markýzi z Worcesteru a 1682 vévody z Beaufortu. Titul vévodů z Beaufortu používají dodnes. Titul markýze z Worcesteru používá nejstarší syn vévody a dědic rodu. Další příslušníci rodu používají další tituly – např. hrabě Glamorgan nebo vikomt Grosmont.
Hrabata ze Somersetu
- Jan Beaufort, 1. hrabě ze Somersetu (1371-1410), nejstarší legitimní syn Jana z Gentu, 1. vévody z Lancasteru. Jan Beaufort byl v letech 1397 – 1399 markýzem ze Somersetu a markýzem z Dorsetu.
- Jindřich Beaufort, 2. hrabě z Somersetu (1401-1418), nejstarší syn 1. hraběte
- Jan Beaufort, 3. hrabě ze Somersetu (1404-1444), druhý syn 1. hraběte
- Edmund Beaufort, 4. hrabě ze Somersetu, třetí syn 1. hraběte

Vévodové ze Somersetu
- Jan Beaufort, 1. vévoda ze Somersetu (1404-1444), titul získal roku 1443.
- Edmund Beaufort, 2. vévoda ze Somersetu (1406-1455), se stal vévodou ze Somersetu v roce 1448
- Jindřich Beaufort, 3. vévoda ze Somersetu (1436-1464), nejstarší syn Edmunda
- Edmund Beaufort, 4. vévoda ze Somersetu (1439-1471), druhý syn Edmunda, na titul si dělal nárok protiprávně, jelikož titul byl rodu odebrán roku 1464. Poslední legitimní člen rodu.

Hrabata z Worcesteru
- Karel Somerset, 1. hrabě z Worcesteru (1450-1526), nemanželský syn Jindřicha Beauforta, 3. vévody ze Somersetu.
- Jindřich Somerset, 2. hrabě z Worcesteru (1495-1548)
- Vilém Somerset, 3. hrabě z Worcesteru ( zemřel 1589)
- Eduard Somerset, 4. hrabě z Worcesteru (1553-1628)
- Jindřich Somerset, 5. hrabě z Worcesteru (1577-1646)

Markýzové z Worcesteru
- Jindřich Somerset, 1. markýz z Worcesteru (1577-1646), získal titul markýze v roce 1642.
- Eduard Somerset, 2. markýz z Worcesteru (1601-1667)
- Jindřich Somerset, 3. markýz z Worcesteru (1629-1700)

Vévodové Beaufortové
- Jindřich Somerset, 1. vévoda Beaufort (1629-1700), vévoda od roku 1662
- Jindřich Somerset, 2. vévoda Beaufort (1684-1714)
- Jindřich Scudamore, 3. vévoda Beaufort (1707-1745)
- Karel Noel Somerset, 4. vévoda Beaufort (1709-1756)
- Jindřich Somerset, 5. vévoda Beaufort (1744-1803)
- Karel Jindřich Henry Somerset, 6. vévoda Beaufort (1766-1835)
- Jindřich Somerset, 7. vévoda Beaufort (1792-1853)
- Karel Jindřich Fitzroy Somerset, 8. vévoda Beaufort (1824-1899)
- Jindřich Adelbert Wellington Fitzroy Somerset, 9. vévoda Beaufort (1847-1924)
- Jindřich Arthur Hugh Somerset, 10. vévoda Beaufort (1900-1984)
- David Robert Somerset, 11. vévoda Beaufort (1928-2017)
- Jindřich Jan FitzRoy 12. vévoda Beaufort (nar. 1952)
- Robert Somerset, markýz Worcester (nar. 1989)